# ニコラ・ヴクチェヴィッチ
ニコラ・ヴクチェヴィッチ（Nikola Vukčević  ,  1991年12月13日 - ）は、モンテネグロ・ポドゴリツァ出身のプロサッカー選手。モンテネグロ代表。アル・アハリ・ドーハに所属している。ポジションはMF。

## 来歴
2010年にFKブドゥチノスト・ポドゴリツァでプロデビュー。2013年までリーグ戦65試合に出場。キャプテンも任されるなど、同チームの中心選手として活躍した。
2013年9月、ポルトガル・プリメイラ・リーガのSCブラガと契約。Bチームでプレーした後、2014年1月11日のヴィトーリアSC戦で、リーガ初出場。2015-16シーズンは、国内カップ戦タッサ・デ・ポルトガルで優勝を経験。翌2016-17シーズンはタッサ・ダ・リーガで準優勝を経験した。
2018年8月9日、プリメーラ・ディビシオンのレバンテUDと4年契約を締結した。

## モンテネグロ代表
2014年3月5日のガーナ戦で、モンテネグロ代表初出場。2016年10月9日のカザフスタン戦で、代表戦初ゴールを決めた。